# ویکتور لوتسه
ویکتور لوتسِه (به آلمانی: Viktor Lutze) (زاده ۲۹ ژانویه ۱۸۸۸ _ مرگ ۹ اوت ۱۹۴۳ )یک سیاستمدار آلمانی در دوره رایش سوم و از سال ۱۹۳۴ تا زمان مرگش یعنی سال ۱۹۴۳ رئیس اس آ بود.وی در سال ۱۹۴۳ در یک سانحه رانندگی درگذشت.